# Vítor Silva (football, 1909)
Pour les articles homonymes, voir Silva et Vítor Silva.
Vítor Marcolino da Silva est un footballeur portugais né le 20 février 1909 à Lisbonne et mort le 21 juillet 1982.

## Biographie
Joueur majeur du Benfica Lisbonne de l'entre-deux guerres, il est considéré comme l'un des plus grands attaquants de l'histoire du club. Il y remporte trois Campeonatos de Portugal 1930, 1931 et 1935 (équivalent de la coupe aujourd'hui), un championnat en 1936.  Il remporte également un championnat de Lisbonne.
International portugais, il fait partie de la première équipe nationale portugaise qui participe à une phase finale d'un tournoi international : les Jeux olympiques 1928 à Amsterdam. L'équipe perd en quarts de finale contre l'Égypte.

## Carrière
- 1927-1936 :  Benfica Lisbonne

## Palmarès

### En club
Avec le Benfica Lisbonne :
- Champion du Portugal en 1936
- Vainqueur du Championnat de Lisbonne en 1933
- Vainqueur du Campeonato de Portugal (équivalent de la coupe du Portugal actuellement) en 1930, 1931 et 1935